# 검은다이커
검은다이커(Cephalophus niger)는 숲에서 사는 다이커의 일종으로 시에라리온 남부의 일부 지역과 라이베리아, 코트디부아르, 가나, 베넹 그리고 나이지리아 등에서 발견된다. 어깨 높이는 약 50cm, 몸무게는 15~20kg 정도이다.